# ألفونسو كارفاغال
ألفونسو كارفاغال (بالإسبانية: Alfonso Carvajal)‏ هو كاتب كولومبي، ولد في 1958 في كارتاهينا في فنزويلا.